# HD 158259
HD 158259 é uma estrela na constelação de Draco a 88 anos-luz de distância. A estrela tem seis companheiros planetários: uma superterra e cinco mininetuno e suas órbitas são 2.17, 3.4, 5.2, 7.9, 12 e 17.4 dias.